# Greenville Groove
I Greenville Groove furono una squadra di pallacanestro di Greenville che militava nella NBA Development League, il campionato professionistico di sviluppo della National Basketball Association.
La squadra fu una tra i fondatori della NBDL nel 2001, e fu la prima squadra a vincere il titolo, sconfiggendo in finale i North Charleston Lowgators.
Al termine della stagione 2002-03 la franchigia venne sciolta.

## Record stagione per stagione
| Stagione          | Piazzamento    | Vittorie | Sconfitte | %    | Play-off                                                                     |
| ----------------- | -------------- | -------- | --------- | ---- | ---------------------------------------------------------------------------- |
| Greenville Groove |                |          |           |      |                                                                              |
| 2001-02           | 2°             | 36       | 20        | 64,0 | vince semifinali (Columbus) 2-1 vince D-League Finals (North Charleston) 2-0 |
| 2002-03           | 7°             | 22       | 28        | 44,0 |                                                                              |
| Regular season    | Regular season | 58       | 48        | 54,7 |                                                                              |
| Play-off          | Play-off       | 4        | 1         | 80,0 |                                                                              |

## Palmarès
- Campione NBA D-League: 1

2002